# Монцамбано
Монцамбано (итал. Monzambano) је насеље у Италији у округу Мантова, региону Ломбардија.
Према процени из 2011. у насељу је живело 2986 становника. Насеље се налази на надморској висини од 79 м.

## Становништво
Према резултатима пописа становништва 2011. у општини је живело 4.837 становника.
| 1931. | 1936. | 1951. | 1961. | 1971. | 1981. | 1991. | 2001. | 2011. |
| ----- | ----- | ----- | ----- | ----- | ----- | ----- | ----- | ----- |
| 3.653 | 3.537 | 3.644 | 3.253 | 3.238 | 3.615 | 3.967 | 4.549 | 4.837 |